# Kagera
Kagera (anglicky Kagera River) je řeka ve Východní Africe. Protéká Rwandou, Tanzanií a Ugandou, když částečně tvoří jejich vzájemné hranice. Je pramenným tokem Nilu. Je dlouhá 420 km od soutoku zdrojnic a od pramene řeky Rukarara (nejvzdálenější bod povodí od ústí) přibližně 800 km. Je předpokládáno, že se jedná o nejdelší řeku ústící do Viktoriina jezera, proto je uváděna jako součást toku: Nil-Kagera.

## Průběh toku
Vzniká soutokem zdrojnic Nyawarongu a Ruwuwu. Teče převážně širokou bažinatou rovinou. Přijímá vodu z mnoha nevelkých jezer a ústí do Viktoriina jezera.

## Vodní režim
Průměrný průtok činí 1500 m³/s.

## Využití
Na dolním toku je možná vodní doprava.

## Historie
Řeka byla objevena H. M. Stanleyem v roce 1876. Prozkoumána poté byla Rakušanem O. Baumannem v letech 1892–1893.
Během rwandské genocidy v roce 1994 byla Kagera použita k likvidaci mrtvol, protože na březích řeky byly vražděny tisíce politických umírněnců z řad Tutsiů i Hutů. Řeka přivedla zmasakrovaná těla do Viktoriina jezera, což v Ugandě způsobilo vážné zdravotní riziko.